# Coll de Trens

El Coll de Trens, respecte del terme de Granera

El Coll de Trens, de vegades denominat Coll de Traens, és una collada situada a 648,5 m d'altitud situat a cavall dels termes municipals de Granera, al Moianès, i Sant Llorenç Savall, de la comarca del Vallès Occidental.
Està situat al sud-oest del poble de Granera i al nord del de Sant Llorenç Savall. Hi neix el torrent de la Font de Sant Miquel, que s'adreça cap al sud, i el torrent de Trens, que en davalla cap al nord-oest.